# Pedaria spinipennis
Pedaria spinipennis là một loài bọ cánh cứng trong họ Bọ hung (Scarabaeidae).